# Путлер
Путлер је погрдни неологизам настао спајањем имена Путин и Хитлер. Често се користи као део слогана „Путлер Капут!" (или  ), има негативну идеолошку конотацију. А често има и проширени назив Владолф Путлер  (рус. Владольф Путлер).

## Порекло
Према руском лингвисти Борису Шарифулину, реч 'Путлер' је скована у Русији. Према француском историчару Марлену Ларуелу, реч је сковала украјинска штампа.

## Употреба у домаћем руском протестном покрету
Слоган је стекао озлоглашеност и правно признање 2009. године. Плакат са натписом "Путлер капут!" носио је један од учесника митинга који је Комунистичка партија Руске Федерације организовала 31. јануара 2009. године у Владивостоку против нових царина на увоз половних аутомобила. За овај плакат Владивосточко тужилаштво је издало упозорење регионалном партијском комитету. Регионални комитет је ову чињеницу прокоментарисао објављивањем следећег текста на свом сајту: „Аутор овог слогана је имао у виду конкретну особу која се бави ауто-бизнисом по имену Путлер, која је због повећања дажбина на стране аутомобиле дошла у крај: због ове околности остао је без посла, нестао му је новац од којег је издржавао своју велику породицу. И уопште, он, као и хиљаде других становника региона, намерава да напусти Приморје, где је једноставно немогуће живети и радити”.   Према Приморској форензичкој лабораторији Министарства правде Руске Федерације, слоган има „изражену емоционалну процену личности или активности Путина В.В. као представника државне власти и увредљив је". 
Слоган „Путлер капут“ коришћен је и током протеста на митинзима опозиције у Москви, одржаним у вези са изборима за Државну думу 4. децембра 2011. и председничким изборима 2012. године.

## После присаједињења Крима Русији
Популарност ове речи пежоративно порасла је 2014. године (номинована је за конкурс „Реч године 2014.“) након припајања Крима Русији, коју су неки политичари и публицисти упоредили са аншлусом Аустрије 1938. године, након чега је уследио Други светски рат  у Немачкој. Новинар Вашингтон Поста Теренс Маккој је у чланку од 23. априла 2014. године цитирао низ таквих изјава и објавио фотографије украјинских демонстраната који држе транспаренте са текстом „Путлер – руке од Украјине“ и „Путлер Капут!”, као и карикатуре који повезују препознатљиве црте лица Владимира Путина и Адолфа Хитлера. Један број руских лингвиста је ову публикацију сматрао намерно формирањем негативне слике о Путину међу читаоцима. 
Након појављивања у јулу 2014. фотографија са Светског првенства, где су, седећи на трибинама један поред другог, руски председник Владимир Путин и немачка канцеларка Ангела Меркел гледали његов финални меч, на друштвеним мрежама су се појавили коментари на ову фотографију, „Данке, Фрау Путлер“ (Хвала, госпођо Путлер). Аутори оваквих коментара су Украјинци који су незадовољни ставом који је канцеларка заузела поводом руско-украјинског сукоба.
Помињање „Путлера“ било је уобичајен призор на међународним демонстрацијама против акције руске инвазије на Украјину 2022. године.